# غيلبرت سيلدس
غيلبرت سيلدس (بالإنجليزية: Gilbert Seldes)‏ هو ناقد سينمائي وصحفي أمريكي، ولد في 3 يناير 1893 في Alliance Colony ‏ في الولايات المتحدة، وتوفي في 29 سبتمبر 1970 في نيويورك في الولايات المتحدة.

## وصلات خارجية
- غيلبرت سيلدس على موقع IMDb (الإنجليزية)
- غيلبرت سيلدس على موقع روتن توميتوز (الإنجليزية)
- غيلبرت سيلدس على موقع ميوزك برينز (الإنجليزية)
- غيلبرت سيلدس على موقع قاعدة بيانات برودواي على الإنترنت (الإنجليزية)